# Voie de signalisation PI3K/AKT

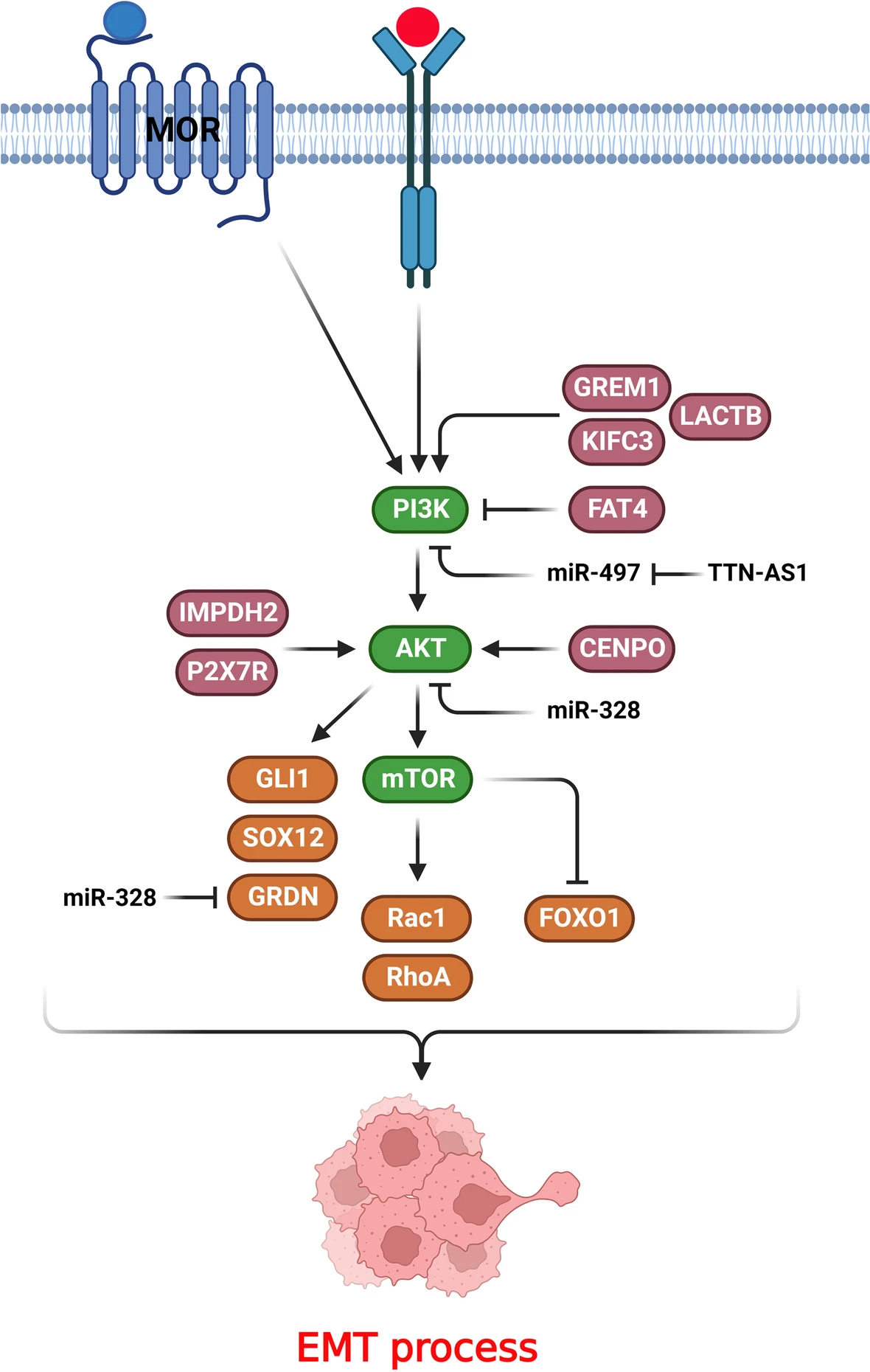
L'activation de la voie PI3K/AKT/mTOR dans la régulation de la transition épithélio-mésenchymateuse pendant la progression du cancer colorectal. Le récepteur MOR appartient au récepteur couplé aux protéines G.

La voie de signalisation PI3K/AKT/mTOR est une voie de signalisation intracellulaire importante dans la régulation du cycle cellulaire. Par conséquent, il est directement lié à la quiescence cellulaire, à la prolifération, au cancer et à la longévité. L'activation de la phosphoinositide 3-kinase (PI3K) phosphoryle et active la  protéine kinase B (AKT), en le localisant dans la membrane plasmique. L'AKT peut avoir un certain nombre d'effets en aval tels que l'activation de CREB, l'inhibition de p27, la localisation de FOXO dans le cytoplasme, l'activation de PtdIns-3ps, et l'activation de mTOR qui peuvent affecter la transcription de p70 ou 4EBP1. Il existe de nombreux facteurs connus qui améliorent la voie PI3K/AKT, notamment du facteur de croissance épidermique, Sonic hedgehog, l'IGF-1, l'insuline, et la CaM. La leptine et l'insuline recrutent la signalisation PI3K pour la régulation métabolique. La voie est inhibée par divers facteurs, notamment PTEN, GSK3B, et HB9.
Dans de nombreux cancers, cette voie est hyperactive, réduisant ainsi l’apoptose et permettant la prolifération. Cette voie est cependant nécessaire pour favoriser la croissance et la prolifération lors de la différenciation des cellules souches adultes, en particulier des cellules souches neurales. C'est la difficulté de trouver un degré approprié de prolifération par rapport à la différenciation que les chercheurs tentent de déterminer afin d'utiliser cet équilibre dans le développement de diverses thérapies. De plus, cette voie s'est avérée être un élément nécessaire dans la potentialisation neuronale à long terme,.

## Rôle

### Prolifération de cellules souches neurales

#### Réponse au glucose
Les cellules souches neurales du cerveau doivent trouver un équilibre entre le maintien de leur multipotence, leur auto-renouvellement et leur prolifération face à leur différentiation et leur quiescence. La voie PI3K/AKT est cruciale dans ce processus de prise de décision. Les cellules souches neurales sont capables de détecter et de répondre aux changements dans le cerveau ou dans l'organisme. Lorsque la glycémie est extrêmement élevée, l’insuline est libérée par le pancréas. L'activation des récepteurs de l'insuline active la voie PI3K/AKT, qui favorise la prolifération. De cette manière, lorsqu’il y a un taux élevé de glucose et une énergie abondante dans l’organisme, la voie PI3K/AKT est activée et les cellules souches neurales ont tendance à proliférer. Lorsqu’il y a de faibles quantités d’énergie disponible, la voie PI3K/AKT est moins active et les cellules adoptent un état de quiescence. Cela se produit, en partie, lorsque l'AKT phosphoryle FOXO, gardant FOXO dans le cytoplasme. FOXO, une fois déphosphorylé, peut pénétrer dans le noyau et agir comme facteur de transcription pour favoriser l'expression de divers suppresseurs de tumeurs tels que p27 et p21. Ces suppresseurs de tumeurs poussent les cellules souches neurales à entrer en quiétude. Lors de l'inactivation du gène FOXO les cellules souches neurales perdent la capacité à entrer dans un état de quiescence et perdent leur caractère de cellule souche neurale, pouvant éventuellement entrer dans un état semblable à celui des cellules cancéreuses.

#### PTEN
La voie PI3K/AKT possède un inhibiteur naturel appelé homologue de la phosphatase et de la tensine dont la fonction est de limiter la prolifération des cellules, contribuant ainsi à prévenir le cancer. Il a été démontré que l'élimination du phosphatase et de la tensine augmente la masse du cerveau en raison de la prolifération non régulée qui se produit. Phosphatase et de la tensine agit en déphosphorylant PIP3 en PIP2, ce qui limite la capacité de l'AKT à se lier à la membrane, diminuant ainsi son activité. Les carences en phosphatase et de la tensine peuvent être compensées en aval pour sauver la différenciation ou la quiescence. Désactiver l'expression du gène de la phosphatase et de la tensine n'est pas aussi grave que de supprimer FOXO pour cette raison.

#### CREB
L'élément de réponse à l'AMPc CREB est étroitement lié à la décision cellulaire de proliférer ou non. Les cellules forcées de surexprimer l’AKT augmentent leur expression de CREB et leur prolifération par rapport aux autres cellules. Ces cellules expriment également moins de marqueurs de cellules gliales et neurales tels que GFAP ou β-tubuline. En effet, CREB est un facteur de transcription qui influence la transcription de la cycline A qui favorise la prolifération. Par exemple, les cellules progénitrices neurales de l’hippocampe adulte doivent être mises en suspens en tant que cellules souches pour se différencier ultérieurement. Ceci est réglementé par Shh. Shh fonctionne grâce à une dépendance lente à la synthèse protéique, qui stimule d'autres cascades qui fonctionnent en synergie avec la voie PI3K/AKT pour induire la prolifération. Ensuite, d'autre voie peuvent être désactivée et les effets de la voie PI3K/AKT deviennent insuffisants pour arrêter la différenciation. Les spécificités de cette voie sont inconnues.

### Rôles dans le cancer

#### Cancer des ovaires
La voie PI3K/AKT/mTOR est un régulateur central du cancer de l’ovaire. Les PIM kinases sont surexprimées dans de nombreux types de cancer et contribuent également à la régulation du cancer de l’ovaire. Les PIM activent directement et indirectement mTOR et ses effecteurs en amont comme AKT. En outre, les PIM kinases peuvent provoquer une phosphorylation du récepteur du substrat de l'insuline, ce qui peut altérer la PI3K. Cela indique l'interaction étroite du PIM avec la cascade PI3K/AKT/mTOR et ses composants. De même, il a également été rapporté que l'AKT effectuait la phosphorylation BAD dans les cellules cancéreuses. PIM et le réseau PI3K/AKT/mTOR peuvent tous deux inhiber les expressions P21 et P27 dans les cellules cancéreuses. Ces données suggèrent une forte possibilité d'interaction et de pertinence des kinases PIM et du réseau PI3K/AKT/mTOR dans la régulation du cancer de l'ovaire. Cependant, cibler cette voie dans le cancer de l'ovaire s'est avéré difficile, plusieurs essais n'ayant pas réussi à obtenir un bénéfice clinique suffisant,.

#### Cancer du sein
Dans de nombreux types de cancer du sein, les aberrations de la voie PI3K/AKT/mTOR sont les anomalies génomiques les plus courantes. Les aberrations connues les plus courantes incluent la mutation du gène PIK3CA et les mutations avec perte de fonction ou silençage épigénétique de la phosphatase et de la tensine. La voie PI3K/Akt/mTOR est activée dans environ 30 à 40 % des cas de Colombie-Britannique. Dans le cancer du sein triple négatif, l'activation oncogène de la voie PI3K/AKT/mTOR peut se produire en fonction de la surexpression de régulateurs en amont comme l'EGFR, de l'activation de mutations de PIK3CA, de la perte de fonction ou de l'expression de l'homologue de la phosphatase et de la tensine et l'inositol polyphosphatase riche en proline, qui sont des régulateurs négatifs de PI3K.

#### Cancer urothélial
PIK3CA présente fréquemment des mutations de gain de fonction dans le cancer urothélial. Semblable à PI3Ka, PI3Kb est exprimé dans de nombreuses cellules différentes et est principalement impliqué dans l’activation des plaquettes et le développement de maladies thrombotiques. Des études ont montré que PI3Kb contribue également à la prolifération tumorale. Plus précisément, il joue un rôle important dans la tumorigenèse des cancers phosphatase et de la tensine négatifs. Il a été rapporté que l'interférence avec le gène PI3Kb pourrait constituer une approche thérapeutique pour les cancers de la vessie à haut risque avec perte de la phosphatase et de la tensine mutant et de la Cadhérine E. Les inhibiteurs isoformes spécifiques de PI3Kb constituent un traitement potentiel pour les cancers déficients en phosphatase et de la tensine.

#### Cancer de la prostate
La voie PI3K est une source majeure de résistance aux médicaments dans le cancer de la prostate. Cela est particulièrement vrai dans le cancer de la prostate résistant à la castration, où les tumeurs deviennent résistantes au traitement de privation androgénique, qui bloque la capacité des tumeurs à utiliser l'hormone androgène pour se développer. Cela est dû à un mécanisme de rétroaction complexe qui existe entre le récepteur des androgènes et la voie PI3K. Comme dans d'autres types de tumeurs, des mutations dans des gènes clés de cette voie peuvent conduire à une hyperactivation de cette voie, par exemple dans PIK3CA,, L'augmentation du nombre de copies de PIK3CA et l'augmentation de l'expression de l'ARNm augmentent également l'activation de la voie dans les cancers de la prostate. Il a été démontré que les gains dans la région génétique voisine 3q26.31-32 coexistent avec un certain nombre de membres proches de la famille PI3K, notamment PIK3CA, PIK3CB et PIK3R4, entraînant des changements transcriptionnels dans PIK3C2G, PIK3CA, PIK3CB, PIK3R4 ainsi que les voies associées avec prolifération cellulaire. Ces gains étendus sont associés au score de Gleason, au stade de la tumeur, aux métastases ganglionnaires et à d'autres caractéristiques cliniques agressives. Chez les patients traités avec des inhibiteurs de PI3K, ceux présentant des gains en nombre de copies de PIK3CB semblent avoir une sensibilité accrue aux médicaments.

### Rôle dans la croissance du cerveau
En plus de son rôle dans la plasticité synaptique décrit ci-dessus, la voie de signalisation PI3K-AKT joue également un rôle important dans la croissance cérébrale, qui est altérée lorsque la signalisation PI3K est perturbée. Par exemple, le volume intracrânien est également associé à cette voie, en particulier avec les variantes introniques de l'AKT3. L'hormone thyroïdienne a été identifiée à l'origine comme le principal régulateur de la croissance cérébrale et de la cognition, et des preuves récentes ont démontré que l'hormone thyroïdienne produit certains de ses effets sur la maturation et la plasticité des synapses via PI3K.

## Thérapies

### Inhibiteur de PI3K
Les inhibiteurs de PI3K peuvent vaincre la résistance aux médicaments et améliorer les résultats du cancer du sein avancé (ABC). Différents inhibiteurs de PI3K présentent des effets différents contre différents types de PI3K. Les inhibiteurs pan-PI3K de classe IA ont été étudiés de manière plus approfondie que les inhibiteurs spécifiques des isoformes ; Le pictilisib est un autre inhibiteur pan-PI3K avec une plus grande activité d'inhibiteur de sous-unité α que le buparlisib. L'idélalisib est le premier inhibiteur de PI3K approuvé par la Food and Drug Administration des États-Unis et est utilisé dans le traitement de la leucémie lymphoïde chronique récidivante/réfractaire, du lymphome lymphocytaire à petits petits et du lymphome folliculaire. Le copanlisib est approuvé pour le lymphome folliculaire récidivant chez les patients ayant reçu au moins deux traitements systémiques antérieurs. Le duvelisib est approuvé pour le traitement de la leucémie lymphoïde chronique en rechute/réfractaire/du lymphome lymphoïde à petits lymphocytes (LLC/SLL) et du lymphome folliculaire en rechute/réfractaire, deux indications pour les patients ayant reçu au moins deux traitements antérieurs.

### Inhibiteur d'Akt
L'AKT est en aval de PI3K et est inhibée par l'Ipatasertib. Akt est une kinase de la famille AGC et un nœud de signalisation central de la voie PAM. Il existe trois isozymes Akt, Akt1, Akt2 et Akt3. Les inhibiteurs de petites molécules d'Akt1 pourraient être particulièrement utiles pour cibler les tumeurs présentant une forte prévalence de mutations activatrices d'Akt1 E17K, observées dans 4 à 6 % des cancers du sein et 1 à 2 % des cancers colorectaux. La recherche sur l'inhibition de l'Akt s'est concentrée sur l'inhibition de deux sites de liaison distincts :
- la poche allostérique de l'enzyme inactive
- le site de liaison de l’ATP.

Les inhibiteurs allostériques de l'Akt, mis en évidence par MK-2206, ont été largement évalués en milieu clinique ; Récemment, d’autres inhibiteurs allostériques de l’Akt ont été identifiés. ARQ-092 est un puissant inhibiteur pan-Akt qui peut inhiber la croissance tumorale de manière préclinique et fait actuellement l'objet d'études cliniques de phase I.

### inhibiteur de mTOR
Il existe une corrélation significative entre mTOR phosphorylé et le taux de survie des patients atteints de cancer du sein triple négatif de stades I et II. Un modèle de xénogreffe cancer du sein triple négatif dérivé d'un patient testant la rapamycine, un inhibiteur de mTOR, a montré une inhibition de la croissance tumorale de 77 à 99 %, ce qui est significativement plus élevé que ce qui a été observé avec la doxorubicine ; des études de phosphorylation des protéines ont indiqué que l'activation constitutive de la voie mTOR diminuait avec le traitement.

### Inhibiteurs doubles PI3K/AKT/mTOR
Il a été émis l’hypothèse que le blocage de la voie PI3K/AKT/mTOR pourrait entraîner une augmentation de l’activité antitumorale du cancer du sein triple négatif. Les données précliniques ont montré que la combinaison de composés ciblant différentes molécules apparentées dans la voie PI3K/AKT/mTOR conduit à une activité synergique. Sur la base de ces résultats, de nouveaux composés ciblant simultanément différents composants de la voie PI3K/AKT/mTOR continuent d’être développés. Par exemple, le gedatolisib inhibe les formes mutantes de PI3K-α avec une activité kinase élevée à des concentrations équivalentes à la CI50 pour la PI3K-α de type sauvage. Les isoformes PI3K-β, -δ et -γ ont été inhibées par le gédatolisib à des concentrations environ 10 fois supérieures à celles observées pour PI3K-α. Un autre avantage du ciblage simultané de PI3K et de mTOR est l’inhibition plus robuste des boucles de rétroaction positives du récepteur tyrosine kinase observée avec l’inhibition isolée de PI3K. Le Gedatolisib est actuellement en cours de développement pour le traitement du cancer du sein triple négatif, en association avec le conjugué anticorps-médicament PTK7. L'apitolisib (GDC-0980) est un inhibiteur de PI3K (sous-unités α, δ et γ) qui cible également mTORC.

### Thérapie co-ciblée par la voie PI3K
Il existe de nombreuses voies de signalisation cellulaire qui présentent des interférences avec la voie PI3K, permettant potentiellement aux cellules cancéreuses d'échapper à l'inhibition de PI3K. En tant que telle, l’inhibition de la voie PI3K aux côtés d’autres cibles pourrait offrir une réponse synergique, telle que celle observée avec l’inhibition co-ciblée PI3K et MEK dans les cellules cancéreuses du poumon. Plus récemment, le co-ciblage de la voie PI3K avec les kinases PIM a été suggéré, de nombreuses études précliniques suggérant le bénéfice potentiel de cette approche,. Le développement de panels de lignées cellulaires résistantes à l’inhibition de la voie PI3K pourrait conduire à l’identification de futures co-cibles et à une meilleure compréhension des voies susceptibles de compenser la perte de signalisation PI3K à la suite d'un traitement médicamenteux. L'inhibition combinée de PI3K avec des thérapies plus traditionnelles telles que la chimiothérapie peut également offrir une réponse améliorée par rapport à l'inhibition de PI3K seule.

### Cellules souches neurales
Le type de signalisation du facteur de croissance peut déterminer si les cellules souches neurales se différencient ou non en motoneurones. L’amorçage d’un milieu de culture avec FGF2 diminue l’activité de la voie PI3K/AKT, qui active GSK-3β. Cela augmente l'expression de HB9. L'inhibition directe de PI3K dans les cellules souches neurales conduit à une population de cellules purement HB9+ et se différenciant avec une efficacité élevée en motoneurones. La greffe de ces cellules dans différentes parties de rats génère des motoneurones quel que soit le microenvironnement des cellules transplantées. Après une blessure, les cellules souches neurales entrent dans une phase de réparation et expriment des niveaux élevés de PI3K pour améliorer la prolifération. C'est meilleur pour la survie des neurones dans leur ensemble, mais cela se fait au détriment de la génération de motoneurones. Par conséquent, il peut être difficile pour les motoneurones blessés de récupérer leurs capacités. Le but de la recherche moderne est de générer des cellules souches neurales qui peuvent proliférer tout en se différenciant en motoneurones. Réduire l'effet de la voie PI3K et augmenter l'effet de GSK3β et HB9 dans les cellules souches neurales est un moyen potentiel de générer ces cellules.

### Inhibiteurs du PTEN
PTEN est un suppresseur de tumeur qui inhibe la voie PI3K/AKT. Les inhibiteurs de PTEN, tels que le bisperoxovanadium, peuvent améliorer la voie PI3K/AKT pour favoriser la migration cellulaire, la survie et la prolifération. Bien qu'il existe certaines inquiétudes quant à une éventuelle dérégulation du cycle cellulaire et à la tumorigenèse, une inhibition temporaire et modérée du PTEN peut conférer une neuroprotection contre les lésions cérébrales traumatiques et améliorer la récupération du système nerveux central en rétablissant les connexions perdues par l'axonogenèse.

## Potentialisation à long terme
Pour que la potentialisation à long terme se produise, il doit y avoir une stimulation des récepteurs NMDA, ce qui provoque l'insertion post-synaptique des récepteurs AMPA. PI3K se lie aux récepteurs AMPA dans une région conservée pour orienter les récepteurs dans la membrane, en particulier au niveau de la sous-unité GluR. L'activité PI3K augmente en réponse aux ions calcium et à la CaM. De plus, AKT localise les PtdIns-3P dans la post-synapse, qui recrute des protéines d'accueil telles que tSNARE et Vam7. Cela conduit directement à l'amarrage de l'AMPA dans la post-synapse. mTOR a activé p70S6K et inactivé 4EBP1, ce qui modifie l'expression des gènes pour permettre à la potentialisation à long terme de se produire. L'entraînement au conditionnement de la peur à long terme a été affecté chez les rats, mais il n'y a eu aucun effet sur le conditionnement à court terme. Plus précisément, le conditionnement de la peur par l’amygdale a été perdu. Il s'agit d'un type de conditionnement de traces qui est une forme d'apprentissage qui nécessite l'association d'un stimulus conditionné avec un stimulus inconditionné. Cet effet a été perdu dans les knockdowns de PI3K et augmenté dans les surexpressions de PI3K.